# اینکوترمز

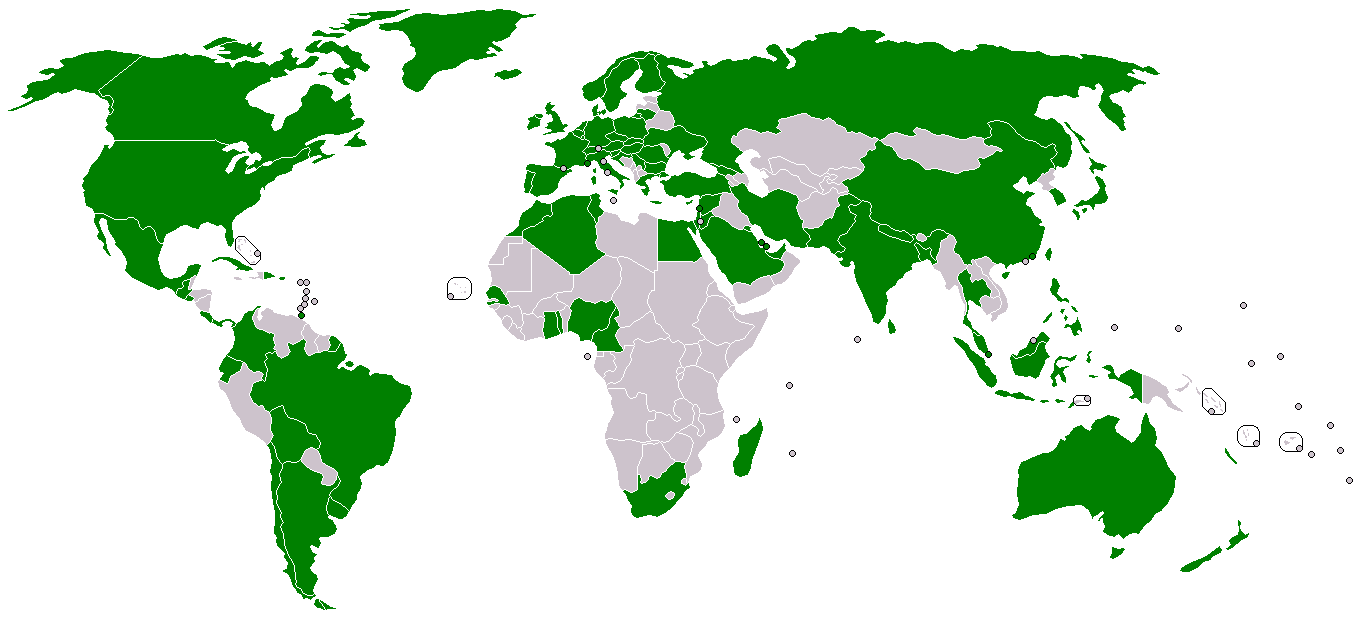
نقشه اتاق‌های بازرگانی ملل

اینکو تِرمز (به انگلیسی: Incoterms) یک کلمه مرکب است که از ترکیب سه واژه انگلیسی «International Commercial Terms» به معنی اصطلاحات بازرگانی بین‌المللی تشکیل شده است. این اصطلاحات قواعدی برای تفکیک هزینه‌ها و مسئولیت‌ها میان فروشنده و خریدار در مبادلات بازرگانی بین الملل هستند.
اینکوترمز به مسائل مرتبط با انتقال کالا از فروشنده به خریدار پاسخ می‌دهد. مسائلی شامل حمل کالاها، ترخیص کالا، واردات و صادرات کالاها، اینکه چه کسی مسئول پرداخت می‌باشد و اینکه ریسک جابجایی و انتقال کالا در مراحل مختلف حمل بر عهده چه کسی است. اصطلاحات مختلف اینکوترمز معمولاً با ذکر مکان‌های جغرافیایی مورد استفاده قرار می‌گیرد نه عناوین مرتبط با جابجایی. اینکوترمز توسط اتاق بازرگانی بین‌المللی تهیه و تدوین شده است.
اینکوترمز عبارت است از قوانین بازرگانی بین‌المللی که برای فروش کالاها به کار می‌رود و به حمل و نقل و مسائل مرتبط به حمل کالا می‌پردازد. چه واردات و خرید خارجی انجام شود، یا محموله‌ای  برای صادرات بسته‌بندی و برچسب گذاری شود، یا نیاز به تهیه گواهی مبدأ برای کالا باشد، باید به قواعد اینکوترمز رجوع شود.
به بیان ساده، اینکوترمز مجموعه قوانین و مقرراتی است که مرجع و راهنمای بازرگانان برای انجام واردات و صادرات در حوزه بین‌الملل است، با این حال برای استفاده از این قوانین الزامی وجود ندارد. آخرین نسخه اینکوترمز از اول ژانویه سال ۲۰۲۰ برای استفاده تجار منتشر شد، این نسخه برای اولین بار توسط دکتر کوروش جعفرپور به فارسی ترجمه و منتشر شد.

#### قواعد و قوانین اینکوترمز
- حدود مسئولیت طرفین را تعیین می‌کنند.
- هزینه‌های هر دو طرف قرارداد را تعیین می‌کنند.
- ریسک‌های محتمل تجاری موجود بین خریدار و فروشنده را مشخص می‌نمایند.
- از بروز اختلافات ناشی از تفسیر نادرست اصطلاحات بکار رفته در قراردادهای تجاری جلوگیری می‌نمایند.

قواعد اینکوترمز

## روش‌های حمل‌ونقل عمومی
اینکوترمز به چهار گروه D-C-F-E با اصطلاحات وابسته به هر گروه تقسیم شده است که خیلی خوب است.
- گروه E مخفف اصطلاح Ex Works - تحویل کالا در نقطه عزیمت در مبدأ:

تعریف: تحویل کالا در نقطه عزیمت در مبدأ (محل کار). در این روش فروشنده، کالا را در محل تولید یا انبار کالا به خریدار تحویل می‌دهد و کلیه هزینه‌ها، اعم از بارگیری، حمل‌ونقل، بیمه، گمرک و ریسک خرابی کالا بر عهده خریدار است.
- گروه F – تحویل کالا به خریدار بدون پرداخت کرایه حمل در مبدأ:

این گروه شامل اصطلاحاتی است که به موجب آن فروشنده، کالا را در محلی که خریدار تعیین کرده تحویل وی می‌دهد. مهم‌ترین روش‌های موجود در این گروه عبارت‌اند از:
- - FCA: مخفف اصطلاح Free Carrier

تحویل کالا به حمل‌کننده در مبدأ (تحویل کالا داخل کامیون، ریل و هواپیما). با توجه به اینکه محل تحویل کشور فروشنده است، بارگیری با خریدار است و نقطه ریسک محل بارگیری است. هزینه حمل و بیمه با خریدار است. عقد قرارداد حمل و بیمه با خریدار (نه الزاماً).
- - FAS: مخفف اصطلاح Free Alongside Ship

تحویل کالا در کنار کشتی در مبدأ. محل خاتمه ریسک فروشنده کنار کشتی در بندر است. هزینه حمل و بیمه با خریدار است. عقد قرارداد حمل و بیمه و بازرسی با خریدار است.
- - FOB: مخفف اصطلاح Free On Board

تحویل کالا در عرشه کشتی در مبدأ. فروشنده وقتی کالا را از روی نرده کشتی عبور داد ریسک خود را خاتمه داده است. هزینه حمل و بیمه با خریدار است. عقد قرارداد حمل از بندر تحویل و بیمه و بازرسی با خریدار است.
- گروه C - تحویل کالا در مبدأ به خریدار با پرداخت کرایه حمل:

این گروه شامل اصطلاحاتی است که به موجب آن فروشنده باید مخارج کرایه را تا مقصد پرداخت نماید، ولی خطر فقدان یا خسارت و هزینه‌های اضافی بر عهده خریدار است. در این روش نوعی تقسیم مسئولیت بین خریدار و فروشنده اعمال شده است.
- - CFR: مخفف اصطلاح Cost and Freight

هزینه و کرایه حمل تا مقصد. C&F سابق است ولی مخصوص حمل دریایی. کالا وقتی از روی نرده کشتی عبور می‌کند (بارگیری می‌شود) مسئولیت فروشنده خاتمه میابد. هزینه بیمه با خریدار است. هزینه حمل با فروشنده است. عقد قرارداد بیمه با خریدار است. و عقد قرارداد حمل با فروشنده.
- - CIF: مخفف اصطلاح Cost, Insurance and Freight

هزینه، بیمه و کرایه حمل تا مقصد. مخصوص حمل دریایی می‌باشد. کالا وقتی از روی نرده کشتی بارگیری می‌شود مسئولیت فروشنده خاتمه میابد. هزینه حمل و بیمه با فروشنده است. عقد قرارداد حمل و بیمه با فروشنده است.
- - CPT: مخفف اصطلاح Carriage Paid To

تحویل با پرداخت کرایه حمل تا مقصد. حمل مرکب ولی بیشتر برای طرق زمینی یا هوایی استفاده می‌شود. ریسک و مسئولیت فروشنده زمانی که کالا را تحویل اولین حمل‌کننده می‌دهد خاتمه میابد. هزینه حمل با فروشنده تا نقطه معین طبق قرارداد. هزینه بیمه خریدار. عقد قرارداد بازرسی با خریدار است.
- - CIP: مخفف اصطلاح Carriage and Insurance Paid to

تحویل با پرداخت کرایه حمل و بیمه تا مقصد. روش حمل مرکب می‌باشد. ریسک و مسئولیت فروشنده زمانی که کالا را به نقطه توافق شده می‌رساند خاتمه میابد. هزینه بیمه و حمل با فروشنده است. عقد قرارداد بیمه و حمل با فروشنده است. عقد قرارداد بازرسی با خریدار است.
- گروه D - تحویل کالا در مقصد:

شامل اصطلاحاتی است که به موجب آن فروشنده مسئول رساندن کالا به نقطه یا محل مورد توافق شده در مقصد است و فروشنده کلیه خطرات و هزینه‌ها را بر عهده می‌گیرد.
- - DAF: مخفف اصطلاح Delivered At Frontier

تحویل در مرز (مرز تعیین شده). به‌طور عمده حمل به وسیله راه‌آهن انجام می‌شود و در این نوع حمل می‌توان سندی سراسری از راه‌آهن گرفت که کلیه عملیات حمل‌ونقل را تا مقصد نهایی دربرگیرد و کالا را برای آن دوره زمانی بیمه نماید.
- - DES: مخفف اصطلاح Delivered Ex Ship

تحویل در عرشه کشتی (در مقصد). فروشنده کالا را در عرشه کشتی در بندر مقصد تحویل خریدار می‌دهد و اقدامات و هزینه‌های ترخیص کالا جهت ورود به بندر مقصد برعهده خریدار است.
- - DEQ: مخفف اصطلاح Delivered Ex Quay

تحویل در اسکله (در مقصد). فروشنده وقتی کالا را از کشتی به اسکله انتقال داد و عوارض انتقال به اسکله مقصد را پرداخت نمود، در بندر مقصد تحویل خریدار می‌دهد.
- - DDU: مخفف اصطلاح Delivered Duty Unpaid

تحویل در مقصد بدون پرداخت حقوق و عوارض گمرکی. فروشنده کالا را در کشور مقصد بدون انجام ترخیص کالا برای ورود و پرداخت عوارض تحویل دهد.
- - DDP: مخفف اصطلاح Delivered Duty Paid

تحویل در مقصد با پرداخت حقوق و عوارض گمرکی. فروشنده کالا را در کشور مقصد پس از انجام ترخیص کالا و پرداخت عوارض تحویل خریدار می‌دهد.
|     | بارگیری در وسیله حمل در محل فروشنده | پرداخت حقوق و عوارض گمرکی صادرات | حمل به بندرگاه صادرکننده | فرود بار در بندر صادرکننده | بارگیری در بندر صادرکننده | حمل به بندرگاه واردکننده | فرود بار در بندر واردکننده | بارگیری در وسیله حمل در بندر واردکننده | حمل به مقصد خریدار | بیمه | عملیات ترخیص کالا در مقصد | حقوق و عوارض گمرکی در مقصد |
| EXW | نه                                  | نه                               | نه                       | نه                         | نه                        | نه                       | نه                         | نه                                     | نه                 | نه   | نه                        | نه                         |
| FCA | آری                                 | آری                              | آری                      | نه                         | نه                        | نه                       | نه                         | نه                                     | نه                 | نه   | نه                        | نه                         |
| FAS | آری                                 | آری                              | آری                      | آری                        | نه                        | نه                       | نه                         | نه                                     | نه                 | نه   | نه                        | نه                         |
| FOB | آری                                 | آری                              | آری                      | آری                        | آری                       | نه                       | نه                         | نه                                     | نه                 | نه   | نه                        | نه                         |
| CFR | آری                                 | آری                              | آری                      | آری                        | آری                       | آری                      | نه                         | نه                                     | نه                 | نه   | نه                        | نه                         |
| CIF | آری                                 | آری                              | آری                      | آری                        | آری                       | آری                      | نه                         | نه                                     | نه                 | آری  | نه                        | نه                         |
| CPT | آری                                 | آری                              | آری                      | آری                        | آری                       | آری                      | نه                         | نه                                     | نه                 | نه   | نه                        | نه                         |
| CIP | آری                                 | آری                              | آری                      | آری                        | آری                       | آری                      | نه                         | نه                                     | نه                 | آری  | نه                        | نه                         |
| DAF | آری                                 | آری                              | آری                      | آری                        | آری                       | آری                      | نه                         | نه                                     | نه                 | نه   | نه                        | نه                         |
| DES | آری                                 | آری                              | آری                      | آری                        | آری                       | آری                      | نه                         | نه                                     | نه                 | آری  | نه                        | نه                         |
| DEQ | آری                                 | آری                              | آری                      | آری                        | آری                       | آری                      | آری                        | نه                                     | نه                 | آری  | نه                        | نه                         |
| DDU | آری                                 | آری                              | آری                      | آری                        | آری                       | آری                      | آری                        | آری                                    | آری                | آری  | نه                        | نه                         |
| DDP | آری                                 | آری                              | آری                      | آری                        | آری                       | آری                      | آری                        | آری                                    | آری                | آری  | آری                       | آری                        |